# Сонда (Душетський муніципалітет)
Сонда (груз. სონდა) — село в Грузії.
За даними перепису населення 2014 року в селі проживає 15 осіб.